# Fimbristylis spiralis
Fimbristylis spiralis är en halvgräsart som beskrevs av Robert Brown. Fimbristylis spiralis ingår i släktet Fimbristylis och familjen halvgräs.
Artens utbredningsområde är Northern Territory, Australien. Inga underarter finns listade i Catalogue of Life.